# ناحیه پورتیج، شهرستان مک‌کینک، میشیگان
ناحیه پورتیج (به انگلیسی: Portage Township) یک منطقهٔ مسکونی در ایالات متحده آمریکا است که در شهرستان مکیناک، میشیگان واقع شده‌است.
 ناحیه پورتیج ۱۸۷٫۰ کیلومتر مربع مساحت و ۱٬۰۵۵ نفر جمعیت دارد و ۲۱۲ متر بالاتر از سطح دریا واقع شده‌است.